# Усть-Ленський заповідник
73°10′52″ пн. ш. 125°18′57″ сх. д. / 73.181111111111° пн. ш. 125.31583333333° сх. д.
Усть-Ленський заповідник (рос. Усть-Ле́нский государственный природный заповедник) — заповідник, розташований у дельти Лени і на західному схилі північного краю хребта Хараулах, на території Булунського району Республіки Саха (Якутії). Організовано 18 грудня 1985 року. Загальна площа заповідної території  — 1 433 000 га (14 330 км²). Кількість ділянок — 2. «Дельтова» (між протоками Аринською та Мачаа-Юйосе), площею 1300 тис. га, іта"Сокіл" (займає північні відроги Хараулахського хребта), площею 133 тис. га. Велика частина території заповідника (13 000 км², або 91 %) припадає на дельту Лени, і тільки 9 % (1300 км²) його загальної площі займають північні відроги Хараулахських гір.

## Клімат
Клімат заповідника морський полярний, дуже суворий. Тривалість періоду зі сніговим покривом 250—270 днів. Середня тривалість безморозного періоду на півночі заповідника 40 днів, на півдні — 45 днів. Тривалість теплого періоду з середньою добовою температурою вище 0° С становить 108 днів у гірській частині та 97 днів — на морському узбережжі. Влітку грунт встигає відтанути на глибину від 10 до 120 см.

## Географічні дані
Дельта Лени — унікальне природне творіння. Велика ріка розгалужується на безліч гирл, утворюючи понад 30 тисяч озер. На них припадає п'ята частина цієї ділянки заповідника; понад чверть — затоки і протоки. Так що Усть-Ленський заповідник — наполовину водний, та ще омивається морем Лаптєвих, в яке впадає Лена.
Решта території покрита різнотрав'ям, трав'яно-чагарниковими, лишайниково-зеленомошними та зеленомошними тундрами, а також тундро-болотами. Береги проток облямовані чагарниковими вербами, осоками, бобовими і різнотрав'ям. На ділянці «Сокіл» у нижній частині — різного роду тундри, вище 500 метрів над рівнем моря — гольцовий пояс.

## Флора і фауна

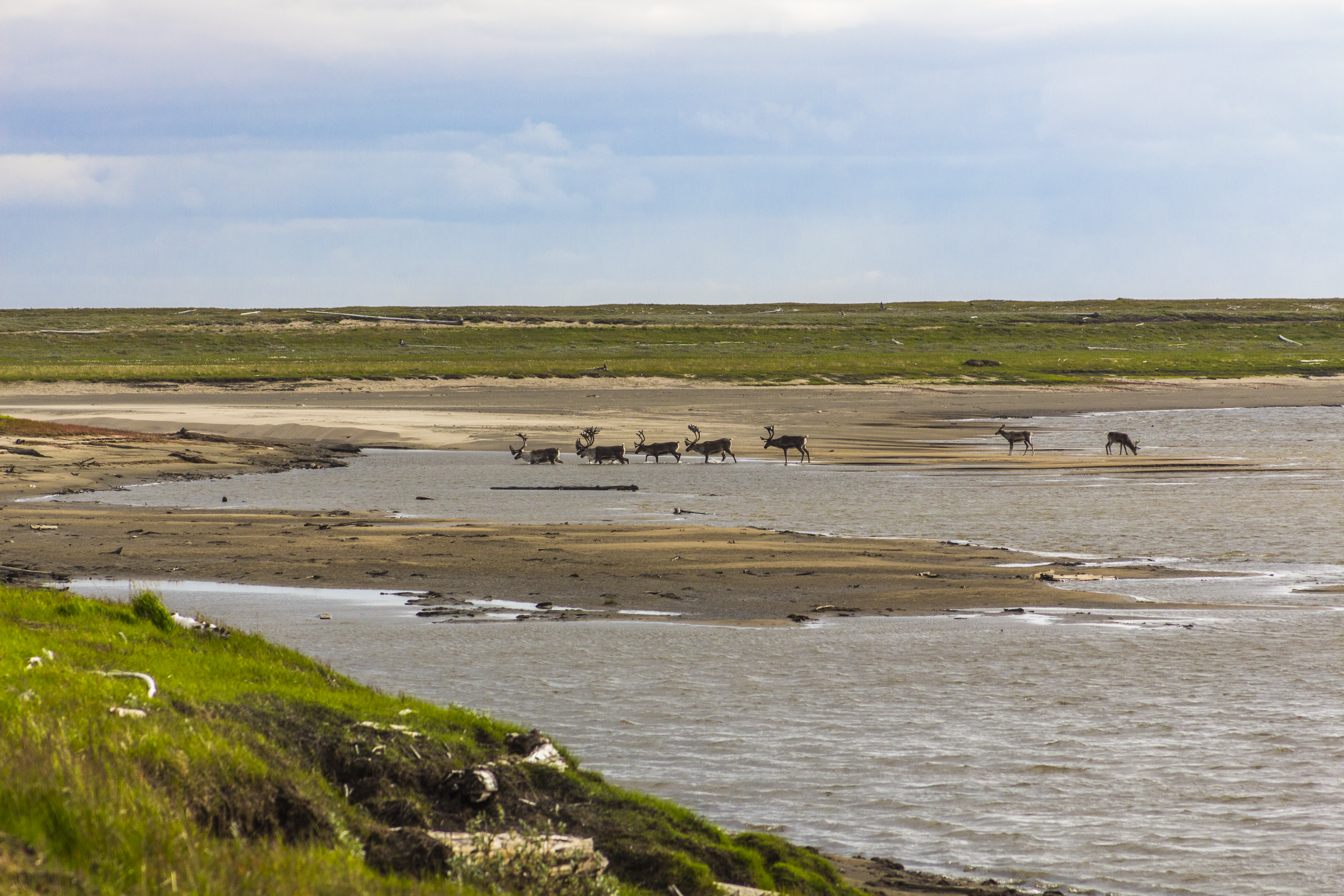
Стадо диких північних оленів переходить Велику Туматську протоку

Судинних рослин у заповіднику — 402 види, серед них 20 рідкісних для Якутії та 3 були включені до списку рідкісних рослин СРСР: переломник Городкова (Androsace gorodkovii), ряст Городкова (Corydalis gorodkovii), ломикамінь молочно-біла (Saxifraga lactea). Острів Тіт-Ари відомий найпівнічнішим у світі масивом лісу. У західній частині острова, на широті близько 72 °, ростуть невисокі, до 6 м заввишки, дерева Larix gmelinii. Риби — 32 види, земноводні — 1 вид, птахи — 109 видів, ссавці — 33 види. Серед птахів — гусеподібні, мартинові, кулики; лебідь малий внесені до Червоної книги СРСР і Росії, а мартин рожевий — до Червоної книги СРСР. Цими ж документами охороняються ведмідь білий та лаптевський морж. З початку ХХІ століття відзначаються факти повернення на берегові лежбища лаптевських моржів, знищених в цих водах ще в 1940-і роки. Ймовірно, це пов'язано зі зменшенням загального судноплавства у цьому районі. Проте стан популяції ще у небезпеці.Булунська популяція дикого північного оленя (до 70 тисяч тварин) в дельті має місця отелення і літнього випасу. Тут виводять потомство численні песці, заповідником проходить північна межа ареалу Marmota camtschatica та барана снігового. Успішно акліматизуються вівцебики, завезені в 1996 році з Таймирського заповідника.
У його водах можна зустріти нельму, муксуна, чира, Сига сибірського, осетра, пелядь тощо.